# 杂卤石
杂卤石（Polyhalite）是一种蒸发岩矿物，为钾、钙、镁水合硫酸盐，分子式 K2Ca2Mg(SO4)4·2H2O。杂卤石在三斜晶系中结晶，但晶体非常罕见。正常性状是块体到纤维状，通常为无色，或白、灰色，有时因夹杂氧化铁而可能显示出砖红色。其莫氏硬度为3.5，比重2.8。
它产于沉积海相蒸发岩中，是新墨西哥州卡尔斯巴德矿床中的一种主要钾矿石。
1818年，奥地利萨尔茨堡多卤石典型产地的标本被首次予以记录，多卤石的名称来自德语“Polyhalit”，引用古希腊单词"πολύς"（'polys'）和"ἅλς”（“hals”），
意思是“许多”和“盐”，德语词尾“it”（来自拉丁语词尾“ites”，最初也出自希腊语），它与英语词尾“ite”一样用于构成某些化合物的名称。
希腊单词“多盐”在杂卤石中的使用缘于杂卤石是由数种金属组成，这些金属在化学中可形成更普遍意义上的盐。

## 出产
世界上唯一开采的杂卤石是英国北约克郡海岸附近北海下超过1000米（3300英尺）深的一层岩石，沉积于2.6亿年前，位于伯比矿钾盐矿层下方150-170米（490-560英尺）。2010年，伯比矿（Boulby Mine）开始首次开采多卤石矿物，该矿目前是唯一一家由以色列化学公司作为多硫酸盐销售的杂卤石生产商。2016年，天狼星矿产（Sirius Minerals）宣布了该地区一座新杂卤石矿的伍德史密斯矿井（Woodsmith Mine）计划，2020年3月，该项目由英美资源集团公司接管。

## 成分和用途
杂卤石常用作肥料，它含有四种重要的营养素，氯化物含量低：

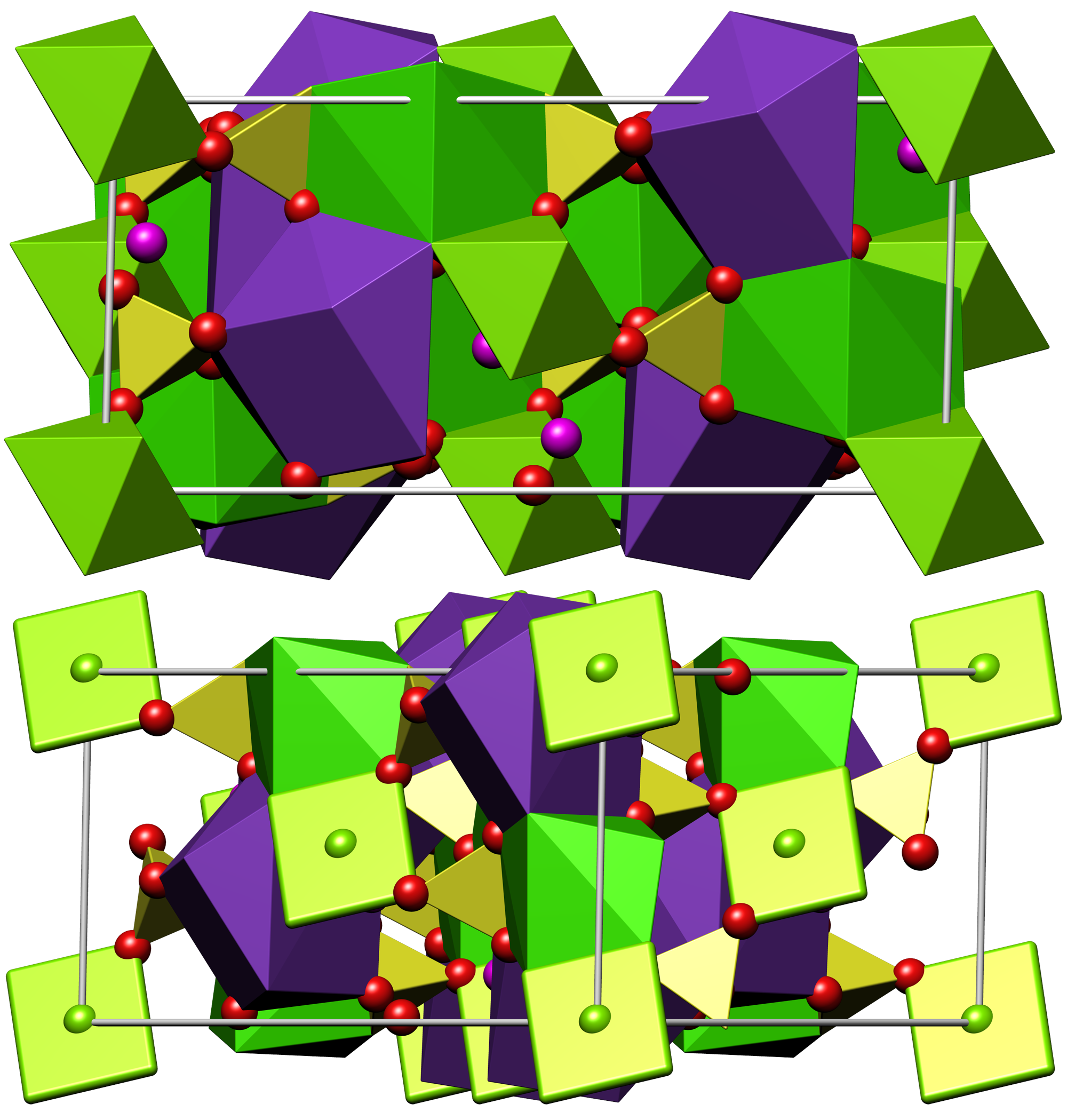
杂卤石的晶体结构

- 作为硫酸盐的48%三氧化硫（SO3）
- 14%来自硫酸钾的氧化钾
- 6%来自硫酸镁的氧化镁
- 17%来自硫酸钙的氧化钙